# Lindapecten muscosus
La escalopa (Lindapecten muscosus) pertenece a la clase Bivalvia de moluscos. Viven exclusivamente en medio acuático, con una forma corporal de simetría bilateral, comprimida lateralmente y una concha de dos valvas (bivalva) que, en general, es bastante grande para admitir al animal completo.

## Clasificación y descripción
L. muscosus pertenece a la clase de moluscos Bivalvia; orden Pectinoida; familia Pectinidae. Sus características para clasificación son: concha semicircular de 25 mm, superficie amarilla, a veces teñida de rojo-marrón o anaranjado; ambas valvas infladas, auriculares iguales o más largas que el ancho máximo de la concha; ornamentada con 18 a 20 costillas espinosas.
El sistema circulatorio está formado por un corazón con dos aurículas. El sistema nervioso carece de particularidad alguna (ganglionar). La respiración es branquial. La cabeza es reducida hasta la parte branquial, faltando la región faríngea y la rádula. En general se alimentan filtrando agua. Los bivalvos son animales predominantemente de sexos separados, rara vez hermafroditas. La fecundación tiene lugar de manera libre en el agua o bien en la cavidad del manto.

## Distribución
Se puede encontrar desde Carolina del Norte, a lo largo de línea costera de Florida; desde Tamaulipas, Yucatán, Quintana Roo hasta Las Antillas.

## Ecología
Son organismos detritívoros, que rara vez se ven cerca de las playas a veces son encontrados en redes de pesca y es cuando se comercializan. 